# 黄斑肥螈
黄斑肥螈（学名：Pachytriton xanthospilos），一种于中华人民共和国湖南省莽山地区发现的两栖动物，隶属于蝾螈科肥螈属。2013年，研究人员对比了本种和张氏肥螈（Pachytriton changi）的形态特征和遗传分化，结果显示两个物种间差异均很小，根据国际命名法规，认为黄斑肥螈是张氏肥螈的次订同物异名。但是也有研究人员认为张氏肥螈和黄斑肥螈存在一定的形态和遗传分化，并且由于张氏肥螈的模式标本来自宠物市场，模式产地未知，无法进行样品采集以及核基因数据的分析，因此认为黄斑肥螈为有效种。

## 形态特征
黄斑肥螈体型肥壮，雄螈全长175～180毫米，雌螈全长140.5～173.5毫米。头扁卵圆形，头长大于头宽。身体背面为褐色或浅红褐色，背侧具有鲜橘红色斑，多数个体排列成纵带状，有的个体头部和体背面也有橘红色斑；腹面较背面色浅有橘红色或橘黄色大小斑块；肛部和尾下缘橘红色。